# Chalcotropis celebensis
Chalcotropis celebensis là một loài nhện trong họ Salticidae.
Loài này thuộc chi Chalcotropis. Chalcotropis celebensis được Anna Maria Sibylla Merian miêu tả năm 1911.